# Phyllophaga impar
Phyllophaga impar är en skalbaggsart som beskrevs av Davis 1920. Phyllophaga impar ingår i släktet Phyllophaga och familjen Melolonthidae. Inga underarter finns listade i Catalogue of Life.